# Sustera's zaagpootspinnendoder
De sustera's zaagpootspinnendoder (Priocnemis susterai) is een vliesvleugelig insect uit de familie van de spinnendoders (Pompilidae). De wetenschappelijke naam van de soort is voor het eerst geldig gepubliceerd in 1927 door Haupt.